# Loch Achray

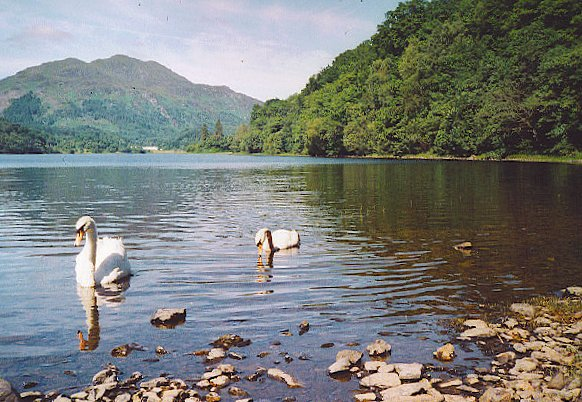
Loch Achray

Loch Achray är en sjö 11 km väster om Callander i kommunen Stirling i Skottland, mellan sjöarna Loch Katrine och Loch Venachar. Loch Achray är känd för att vara vacker och rik på fisk, är omkring 2 km lång och 1,2 km. bred.
Loch Achray har besjungits av Coleridge, Dorothy Wordsworth och Walter Scott, i poemet The Lady of the Lake.